# Frederick Goddard Tuckerman
Frederick Goddard Tuckerman (geboren am 4. Februar 1821 in Boston; gestorben am 9. Mai 1873 ebenda) war ein amerikanischer Dichter.

## Leben

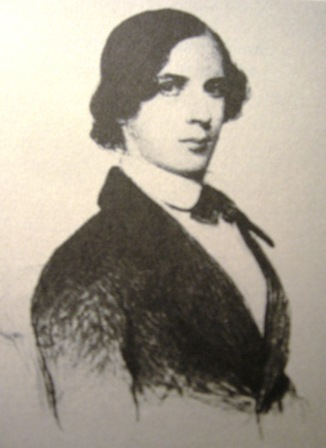
Gestochenes Porträt von F. G. Tuckerman als junger Mann

Er wurde als Sohn einer wohlhabenden Bostoner Familie geboren; der Botaniker Edward Tuckerman war sein Bruder, der Schriftsteller und Kunstkritiker Henry Theodore Tuckerman ein Cousin. 1837 begann er ein Studium an der Harvard-Universität, brach dieses aber bald ab und wechselte zur Harvard Law School; 1845 erhielt er seine Approbation als Rechtsanwalt. Nach seiner Hochzeit mit Hannah Lucinda Jones 1847 gab er den Juristenberuf auf, zog ins Haus seiner Frau in Greenfield, lebte vom ererbten Vermögen und ging seinen akademischen Steckenpferden wie Botanik und Astronomie nach. In den 1850er-Jahren begann er, Gedichte in verschiedenen Publikumszeitschriften wie dem The Continental Monthly und dem Atlantic Monthly zu veröffentlichen. Von großem Einfluss auf sein dichterisches Schaffen war das Werk Alfred Tennysons, den er 1855 in England besuchte und mit dem er in den folgenden Jahren einen Briefwechsel führte; weiterhin korrespondierte er unter anderem mit Longfellow, Emerson und Hawthorne.
Im Jahr 1857 starb seine Frau bei der Geburt ihres dritten Kindes. Tuckerman gab seiner Trauer in einigen Gedichten Ausdruck; überhaupt ist sein gesamtes Spätwerk von Melancholie, teils von Verzweiflung geprägt. 1860 erschien in Boston sein erster und einziger Gedichtband. Tuckerman schrieb vor allem Sonette; in späteren Werkausgaben werden sie meist zu fünf Zyklen geordnet. War er zu Lebzeiten relativ unbekannt, so geriet er nach seinem Tod vollends ins Vergessenheit und wurde erst im 20. Jahrhundert wieder „entdeckt“ – ein Schicksal, das er mit zwei Zeitgenossen teilte, die ebenfalls zurückgezogen in Massachusetts lebten und dichteten, namentlich Emily Dickinson und Jones Very.

## Werk
Tuckermans Wiederentdeckung ist vor allem das Verdienst von Witter Bynner, der Tuckermans Sonette 1931 wieder drucken ließ, und des Dichters und Kritikers Yvor Winters, der 1950 Tuckermans Werk The Cricket als das wahrscheinlich beste Gedicht in englischer Sprache im 19. Jahrhundert benannte. Seither hat Tuckerman einen festen, wenn auch keinen zentralen Platz im Kanon der amerikanischen Literatur und wird häufig anthologisiert. Penguin Books gab 2003 unter dem Titel Three American Poets eine Sammlung von Gedichten dreier amerikanischer Dichter des 19. Jahrhunderts heraus; Tuckerman wurde hier Herman Melville und Edwin Arlington Robinson zur Seite gestellt.
Wie viele Gedichte der amerikanischen Romantik haben die Sonette Tuckermans oftmals die Natur zum Thema. Anders als für die Transzendentalisten, voran Emerson, sind die Wälder Neuenglands jedoch für Tuckerman kein Ort des Trostes und des Einswerden mit der Natur; vielmehr drücken seine Gedichte das Unvermögen des Menschen aus, die Natur zu „lesen“, einen Zweifel an der Sinnhaftigkeit der Welt. Dieser Zweifel und die daraus folgende Verzweiflung waren es, den Winters auch in seiner Besprechung von The Cricket hervorhob. Vordergründig steht diese Ode an eine Grille in der Tradition der englischen Romantik – insbesondere klingt John Keats berühmte Ode to a Nightingale an. Die Natur ruft hier jedoch nicht Erhabenheit, sondern Todesangst hervor; die besungene Grille wird Winters zufolge – wie Melvilles Weißer Wal – in ihrer Unerklärbarkeit zu einem zeitlosen Sinnbild für die „Dunkelheit der Natur“. The Cricket ist auch in formaler Hinsicht bemerkenswert; es ist das einzige Gedicht Tuckermans, das sich nicht einem metrischen Formalismus unterwirft, sondern ist wie die Dichtung Walt Whitmans im free verse verfasst, der später die Lyrik des 20. Jahrhunderts prägen sollte.